# Nintendo Classic Mini: Nintendo Entertainment System
La Nintendo Classic Mini: Nintendo Entertainment System, anomenada NES Classic Edition a Amèrica del Nord i al Japó com Nintendo Classic Mini: Family Computer, és una rèplica en miniatura de la consola Nintendo Entertainment System (NES), que va sortir a la venda a finals del 2016. La seva arquitectura es basa en l'emulació de emulació de maquinari, amb una biblioteca permanent de 21 jocs, inclosos alguns de tercers no desenvolupats per Nintendo, amb opció de desar estats save states en tots ells.
El sistema compta amb sortida de pantalla HDMI amb qualitat 720p i un controlador rèplica a escala de la versió original que també pot connectar-se al port del Wii Remote per al seu ús amb jocs de la consola virtual de la Wii i la Wii U. En cada regió, es van destribuir en versions diferents segons la variació de SNES rebuda en el seu moment. Per exemple, en la versió japonesa, els controls estan units permanentment a la consola, com en la Famicom original.
Atès que es va tractar com a un producte de tirada limitada, va tenir problemes severs d'estoc a les botigues propiciant l'aparició d'especuladors i falsificacions. Va deixar de fabricar-se a l'abril de 2017 però se'n va fer una segona tirada que va durar de juny a desembre de 2018. Així i tot, va vendre 3,6 milions d'unitats.
La seva "successora", la Nintendo Classic Mini: Super Nintendo Entertainment System, va sortir el 2017.

## Llista de jocs
Independentment del model/regió, la consola inclou 30 jocs integrats en totes les regions. Solament 22 títols són comuns entre les regions, mentre que els vuit títols restants són exclusius al Japó o la regió d'Amèrica del Nord/PAL respectivament.
Els jocs inclosos es basen en les seves traduccions nord-americanes i funcionen a 60 Hz en totes les regions. La interfície d'usuari de la consola compta amb vuit idiomes (exclòs el català); tanmateix, això no canvia l'idioma en els jocs.
Els següents títols són comuns entre regions:
- Balloon Fight
- Castlevania
- Donkey Kong
- Double Dragon II: The Revenge
- Dr. Mario
- Excitebike
- Galaga
- Ghosts 'n Goblins
- Gradius
- Ice Climber
- Kirby's Adventure
- The Legend of Zelda
- Mario Bros.
- Mega Man 2
- Metroid
- Ninja Gaiden
- Pac-Man
- Super Contra
- Super Mario Bros.
- Super Mario Bros. 2
- Super Mario Bros. 3
- Zelda II: The Adventure of Link

### Títols exclusius per a la versió d'Amèrica del Nord i la regió PAL
- Bubble Bobble
- Castlevania II: Simon's Quest
- Donkey Kong Jr.
- Final Fantasy
- Kid Icarus
- Punch-Out!! Featuring Mr. Dream
- StarTropics
- Tecmo Bowl

### Títols exclusius per a la versió japonesa Famicom
- Atlantis no Nazo
- Downtown Nekketsu Kōshinkyoku: Soreyuke Daiundōkai
- Final Fantasy III
- NES Open Tournament Golf
- River City Ransom
- Solomon's Key
- Tsuppari Ōzoomō[a]
- Yie Ar Kung-Fu

L'any 2018, va sortir al Japó una edició molt limitada per a celebrar els 50 anys de la revista Shūkan Shōnen Jump, amb 20 jocs de Famicom basats en franquícies com Bola de Drac, Saint Seiya i Musculman.